# Patata novella sieglinde di Galatina
La patata novella sieglinde di Galatina è una varietà di patata, coltivata principalmente sulle coste pugliesi dello Ionio e nel Salento.
I comuni particolarmente interessati sono Racale, Alliste, Taviano, Melissano, Ugento, Matino, Presicce-Acquarica, Galatina.
Essendo una patata novella, la raccolta  avviene precocemente: tra la seconda metà di marzo e giugno nel Salento, da maggio a metà luglio sulla costa jonica.
Il tubero non ancora completamente maturo (non c'è ancora il completo indurimento della buccia) viene immediatamente destinato al mercato per essere consumato.

## Caratteristiche
- Forma lunga, ovale

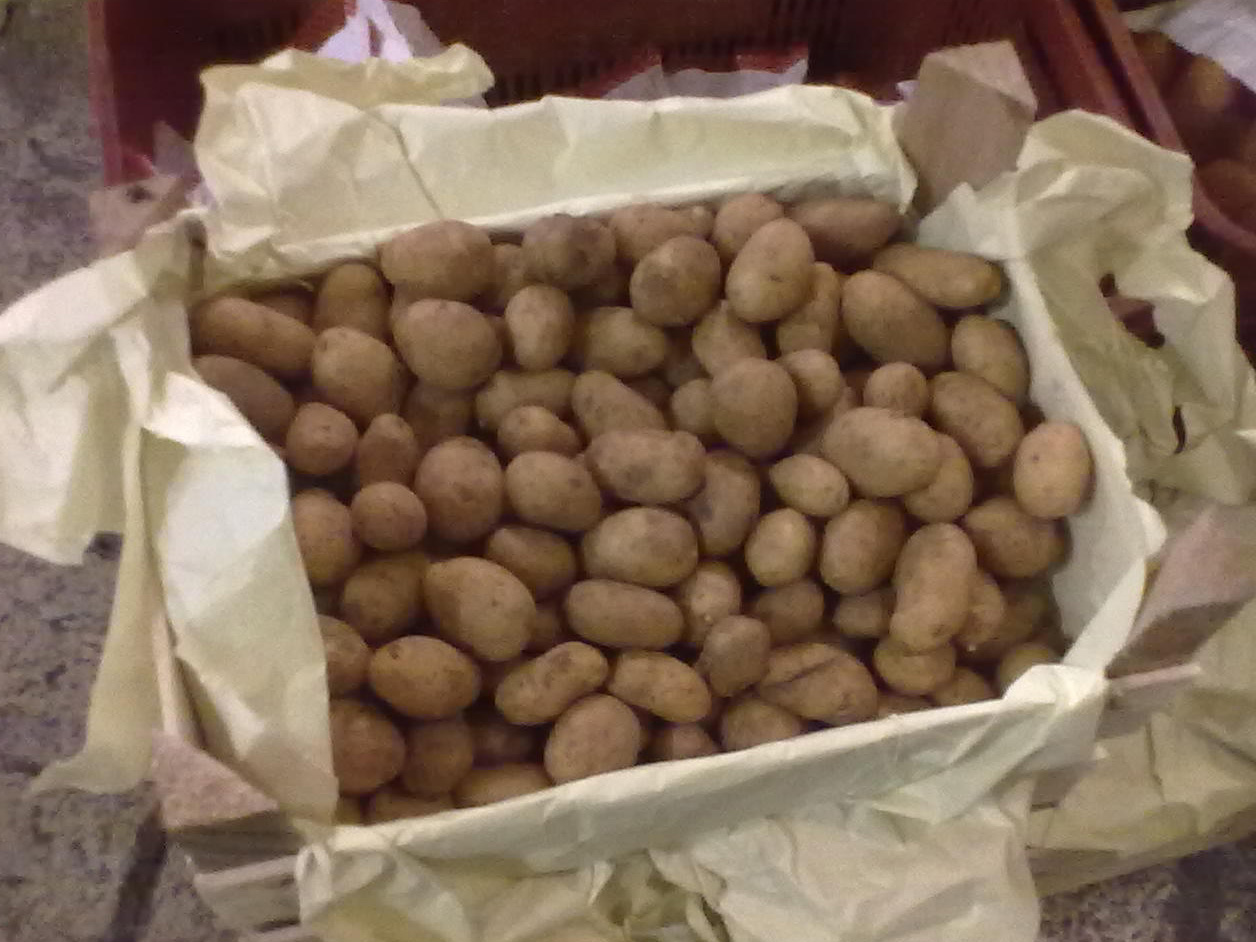
durante la fiera

- Buccia con gemme superficiali ed affioranti, colore dal giallo intenso al brillante
- Polpa giallastra

## Utilizzi
La patata è utilizzata in cucina come patata da fetta o da insalata.
La produzione (circa 50 000 tonnellate l'anno) è particolarmente apprezzata sui mercati del nord Europa, e in particolare dalla Germania, che ne è il primo importatore.

## Riconoscimenti
Con decreto ministeriale del 29 gennaio 2014, il capo dipartimento delle Politiche agricole ha accordato la protezione transitoria di denominazione d'origine protetta (DOP) alla patata novella di Galatina sul territorio nazionale. Per il riconoscimento a livello europeo serviranno ancora alcuni mesi.
Con decreto ministeriale del 22 luglio 2004, la patata di Galatina è stata inserita nell'elenco dei prodotti tradizionali di Puglia.